# Sárga bordásőzlábgomba
A sárga bordásőzlábgomba (Leucocoprinus birnbaumii) a csiperkefélék családjába tartozó, trópusi, szubtrópusi, a mérsékelt éghajlaton üvegházakban, virágföldben élő, nem ehető gombafaj. 

## Megjelenése
A sárga bordásőzlábgomba kalapja 1-5 (8) cm széles, alakja fiatalon tojásdad, majd széles kúp, széles domború, végül harang alakúvá válik. Színe élénk citrom- vagy aranysárga. Felületét szintén sárga vagy narancsszín, körkörösen elhelyezkedő pikkelykék borítják. Széle erősen ráncos-bordás. Idősen kifakul.
Húsa nagyon vékony, puha, törékeny; színe fehéres vagy sárgás, sérülésre nem változik. Erős gombaszagú, íze nem jellegzetes. 
Sűrűn álló lemezei szabadon állnak, sok a féllemez. Színük halványsárgás, a lemezélek kissé sötétebbek.
Tönkje 2,5-7 cm magas és 0,2-0,5 cm vastag. Alakja hosszú, törékeny, belül üreges. Színe a kalapéhoz hasonló. Gallérja vékony, felfelé álló, hamar lekopik. 
Spórapora fehér. Spórája elliptikus, felszíne sima, inamiloid, mérete 8-11 x 5-7 µm.

### Hasonló fajok
A sárga kérészgomba hasonlít rá, de annak nincs gallérja és lemezei idősen fahéjszínűvé válnak.  

## Elterjedése és termőhelye
Eredetileg trópusi, szubtrópusi faj, a mérsékelt zónában inkább az üvegházakban található meg, a szabadban ritkább. Magyarországon nem ritka. 
Üvegházakban, növény- vagy gombatermesztő házakban, virágföldben található meg, egyesével vagy kisebb csoportokban. A talajban található növényi korhadékokat bontja. Májustól novemberig terem, fűtött üvegházakban egész évben előfordulhat. 

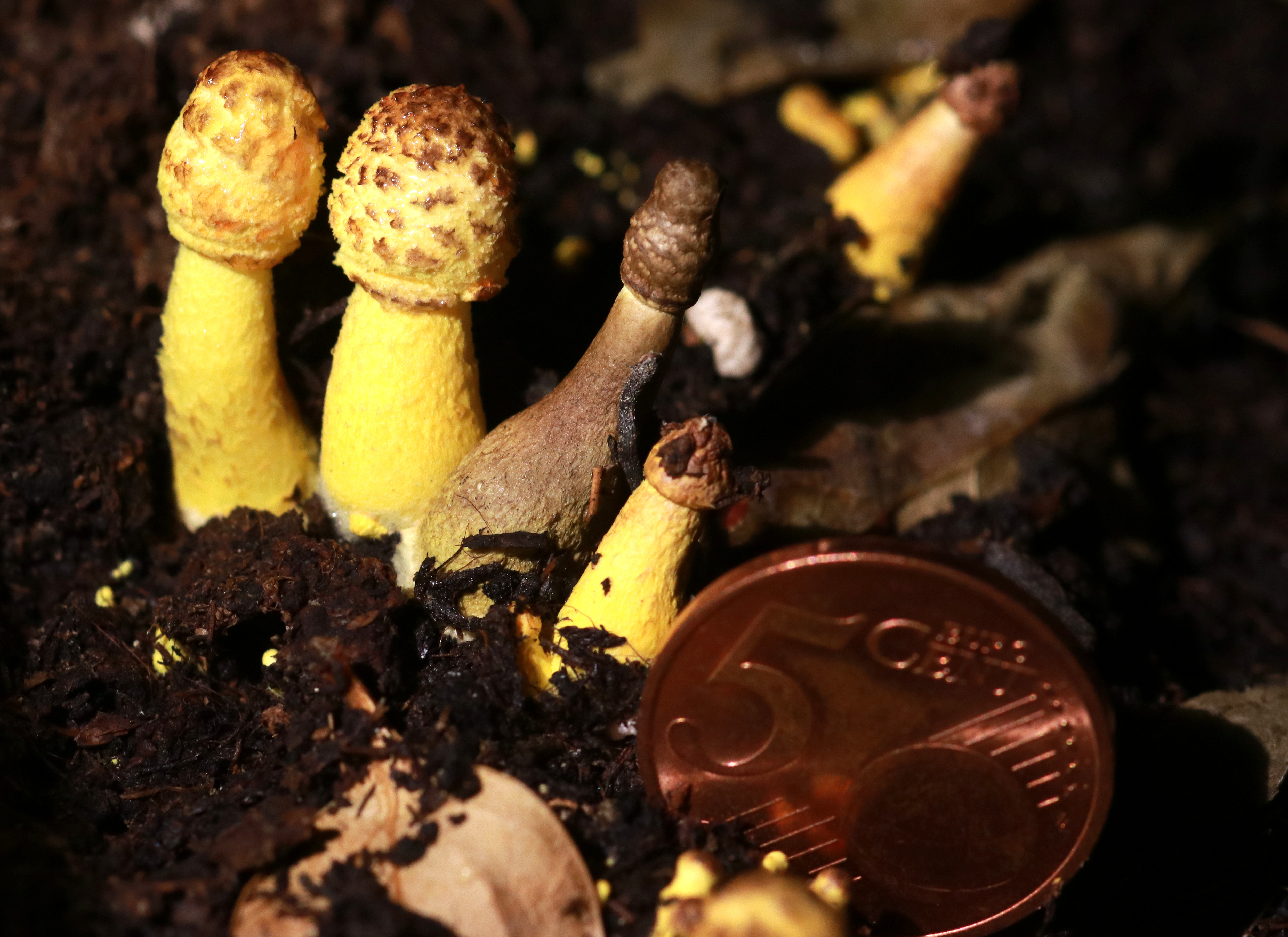
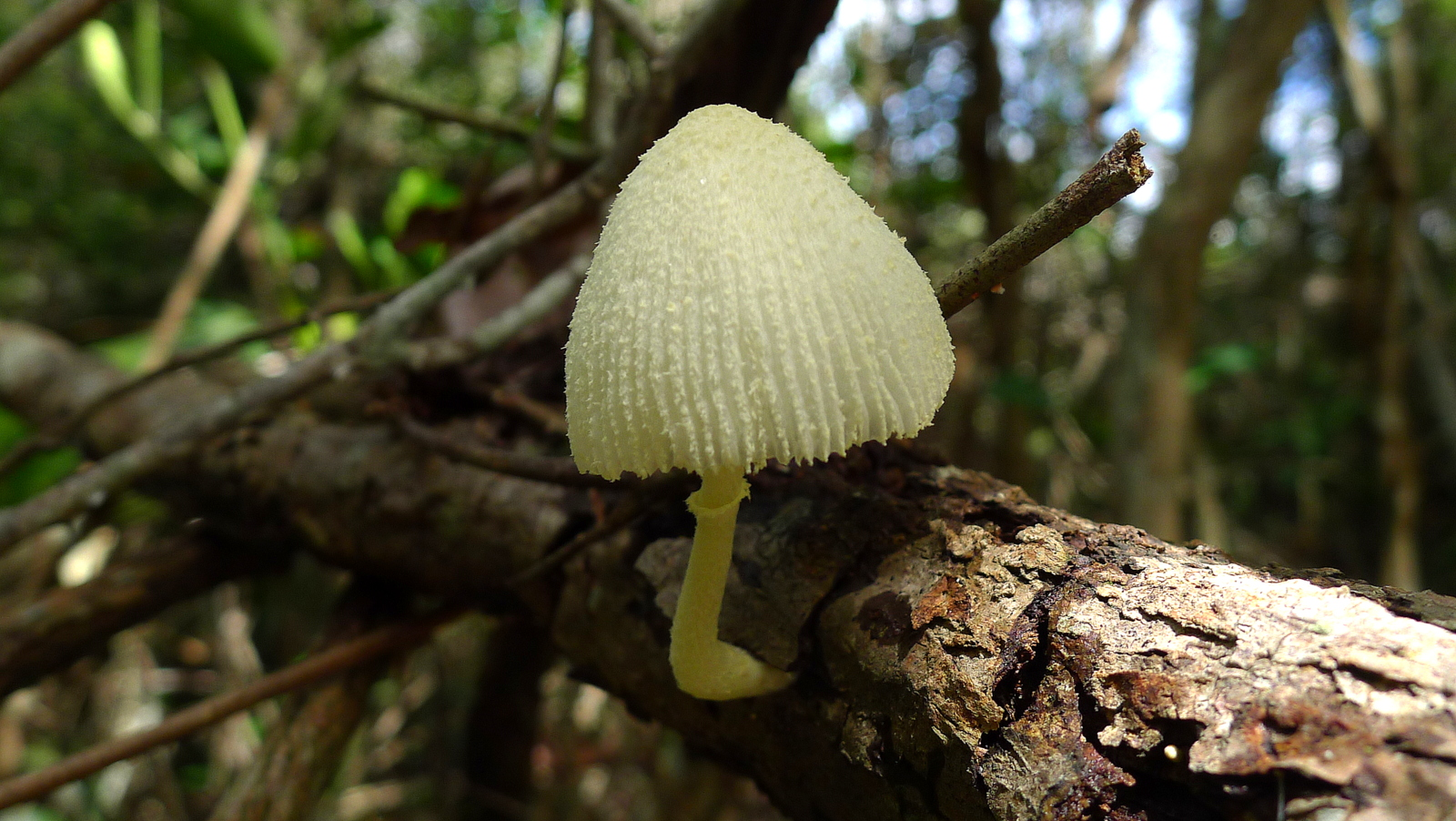
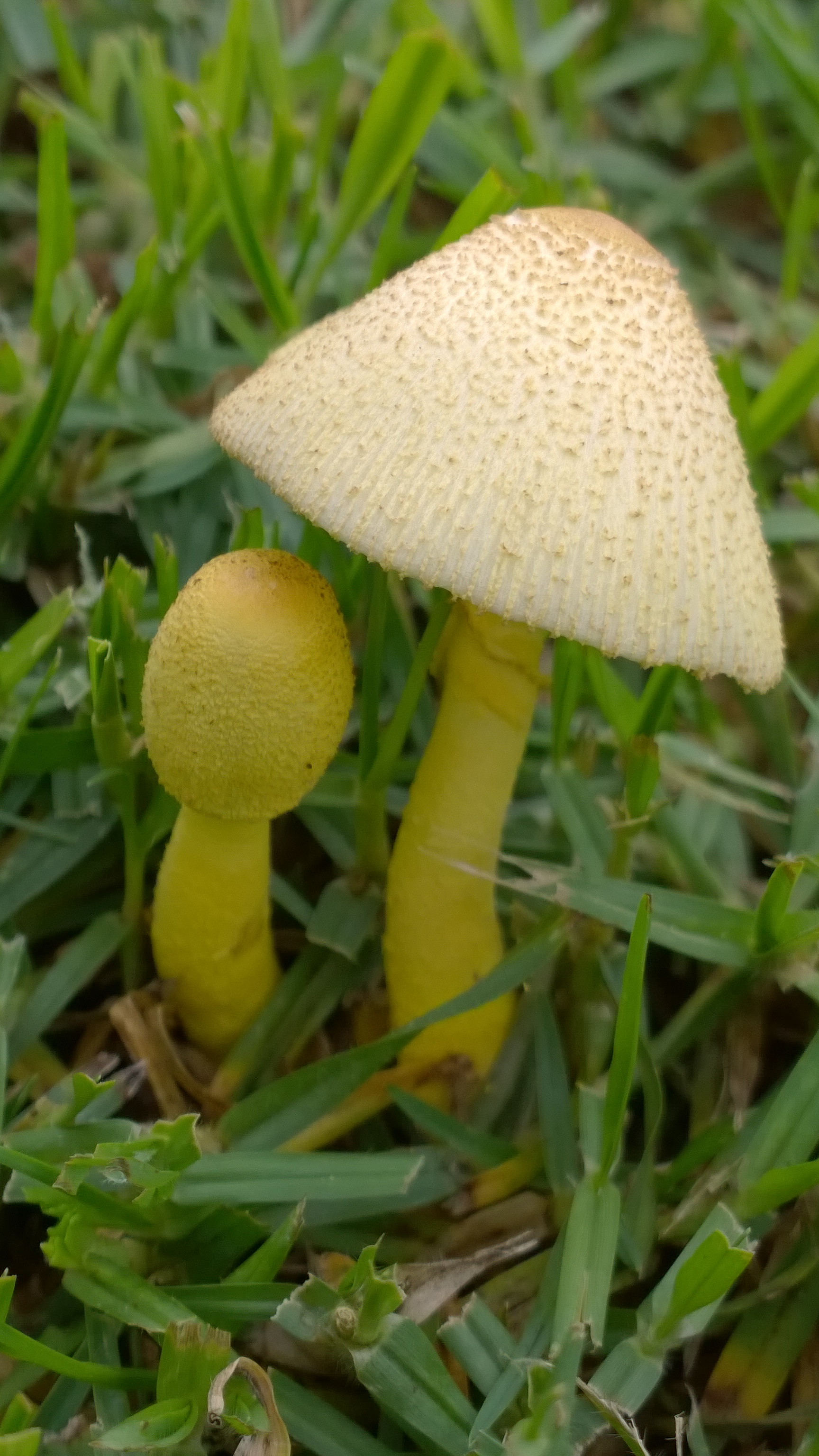
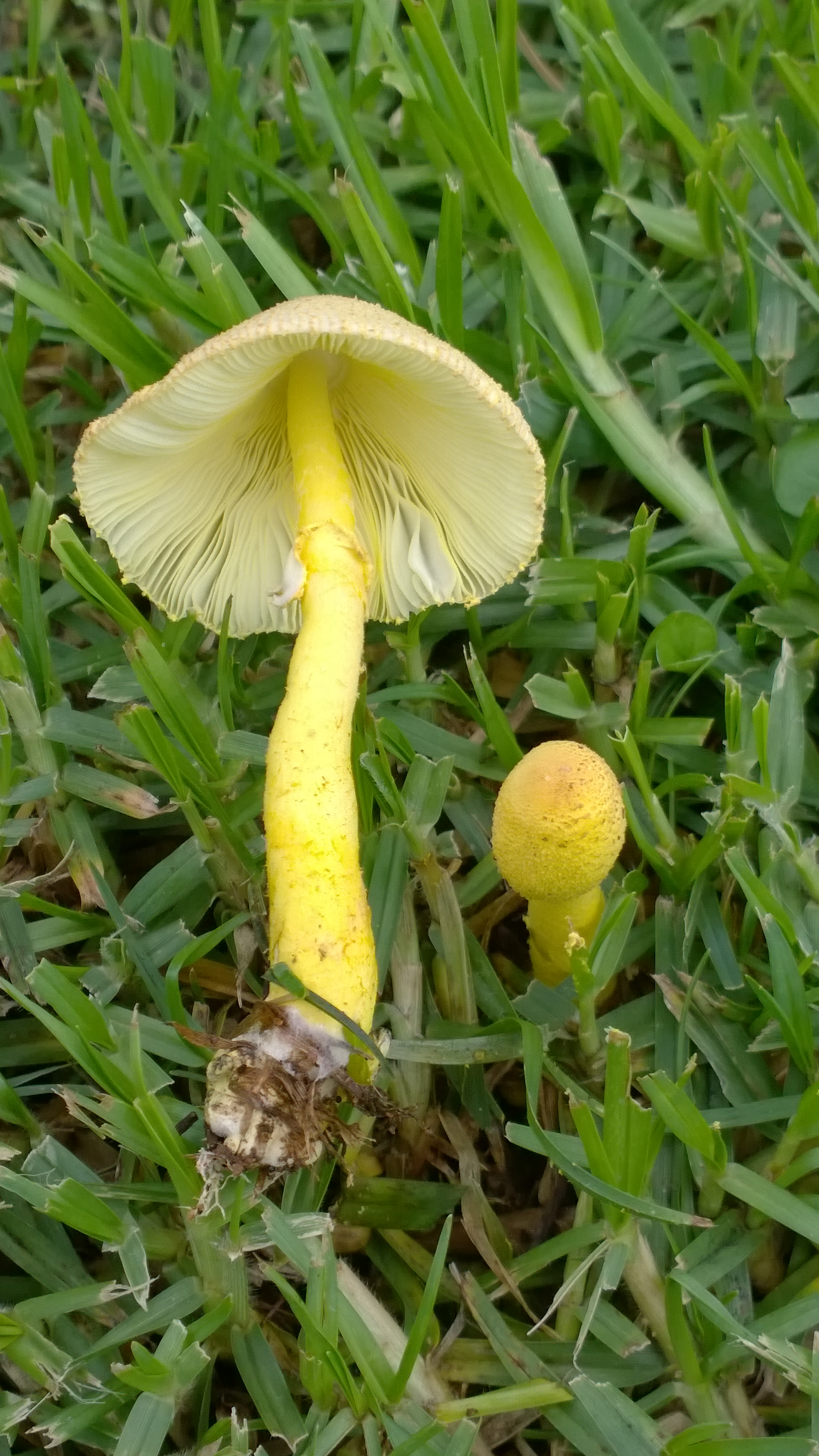
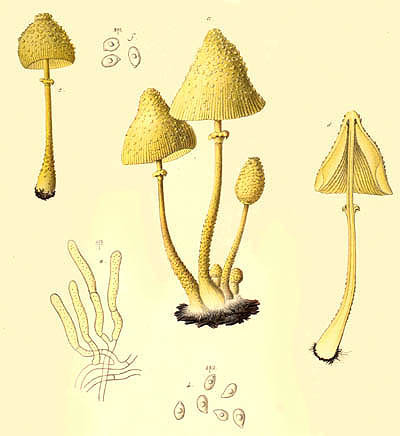

Nem ehető.    